# زائده قرقره‌ای
زائِدِهٔ قِرقِره‌ای نام یکی از استخوان‌های پا است.
دو شیار اُریب در سطح کناری استخوان پاشنه پا توسط یک تیغهٔ بلند جدا شده‌اند که این تیغهٔ بلند زائدهٔ قرقره‌ای نام دارد.